# Юри, Хуго
Хуго Юри (нем. Hugo Jury, 13 июля 1887, Ротмюль, Моравия — 9 мая 1945, Цветль) — партийный деятель НСДАП, гауляйтер и рейхсштатгальтер Нидердонау (Нижний Дунай), обергруппенфюрер СС (21 июня 1943).

## Биография
Хуго Юри родился 13 июля 1887 года в Ротмюле. С 1908 года проходил добровольную службу в армии, но через год был демобилизован из-за туберкулёза.
В 1911 году окончил медицинский факультет немецкого университета в Праге, 31 октября получил степень доктора медицины. С января 1913 года работал врачом в Франкенфельсе. В конце Первой мировой войны был начальником лагеря для пленных офицеров. С 15 Января 1919 года работал врачом-специалистом по туберкулёзу в Санкт-Пёльтене.
15 февраля 1931 года вступил в НСДАП (билет № 410 338). С 1932 года руководитель фракции НСДАП в Муниципальном совете Австрии. После запрета нацистской партии в Австрии был заключён в тюрьму, затем содержался в лагере для интернированных в Вёллерсдорфе. 30 июля 1936 года был отпущен.
С 1936 по 1938 год был заместителем земельного руководителя НСДАП в Австрии. 26 февраля 1938 года назначен государственным советником, 12 марта вступил в СС (билет № 292 777). 11 — 13 марта 1938 года являлся министром социального управления в правительстве Артура Зейсс-Инкварта.
21 мая 1938 года назначен гауляйтером Нидердонау. В 1938 году был избран депутатом рейхстага. 15 марта 1940 года назначен рейхсштатгальтером (имперским наместником) в Нидердонау. 1 января 1942 года был зачислен в Штаб рейхсфюрера СС. С 16 ноября 1942 года имперский комиссар обороны Нидердонау. С 15 июня 1943 года уполномоченный Имперского комиссара по вопросам консолидации германского народа в Нидердонау.
1 мая 1945 года в своей прокламации призывал к дальнейшей борьбе с «большевистской чумой» и присягал на верность новому правительству Дёница. В Яидхофе возглавил небольшой отряд фольксштурмистов, вооружённых карабинами и фаустпатронами, чтобы помешать наступлению Красной армии. В ночь с 8 на 9 мая 1945 года покончил с собой (застрелился).

## Награды
- Шеврон старого бойца
- Крест военных заслуг 1-й степени без мечей
- Крест военных заслуг 2-й степени без мечей
- Медаль «В память 13 марта 1938 года» Аншлюс-Медаль.
- Почётный знак «За заботу о немецком народе» 1-й степени
- Золотой значок Гитлерюгенд с дубовыми листьями (02.07.1941)
- Орден крови
- Золотой партийный знак НСДАП (30.01.1939)
- Кольцо «Мёртвая голова»
- Почётная шпага рейхсфюрера СС